# Bourg de Qujiu
Le bourg de Qujiu (chinois simplifié : 渠旧镇 ; chinois traditionnel : 渠舊鎮 ; pinyin : Qújiù Zhèn;Zhuang : Gizgiu Cin) est un district administratif de la région autonome Zhuang du Guangxi en Chine. Il est placé sous la juridiction de la Xian de Fusui.

## Démographie
La population du district était de 48 195 habitants en 2011.

## Subdivisions administratives
La bourg de Qujiu exerce sa juridiction sur deux subdivisions - 1 communauté résidentielle et 10 villages.
Communauté résidentielle ：
- Qujiu(渠旧社区)

Villages :
- Lailu(濑滤村), Tuonong(驮弄村), Tuoya(驮迓村), Sanhe(三合村), Nongbu(弄卜村),Qutun (渠吞村), Zhongyuan(中原村), Zhuqin(竹琴村), Chongbian(崇边村), Busha(布沙村)